# آن سارنوف
آن سارنوف (بالإنجليزية: Ann Sarnoff)‏ هي كاتِبة أمريكية، ولدت في 2 نوفمبر 1961 في ماساتشوستس في الولايات المتحدة.

## وصلات خارجية
- آن سارنوف على موقع IMDb (الإنجليزية)